# Буазза, Хафид
Хафид Буазза (нидерл. Hafid Bouazza, араб. حفيظ بوعزة‎; 8 марта 1970, Уджда — 29 апреля 2021, Амстердам, Северная Голландия) — нидерландский писатель марокканского происхождения. Писал на нидерландском языке. Лауреат премии «Золотая Сова» (2004 год, за роман Paravion).

## Биография
Хафид Буазза родился в Марокко, но с семи лет (с октября 1977 года) вместе с семьёй жил в Нидерландах. Вырос в Аркеле на востоке страны, затем изучал арабский язык и литературу в университете Амстердама.
В 2004 году Буазза получил широкую литературную известность, когда его роман Paravion, фантастическое произведение о состоянии души марокканских иммигрантов в Нидерландах, был номинирован на две из трёх крупнейших литературных премий, премию AKO и премию «Золотая Сова». Буазза стал лауреатом последней в области художественной литературы. Роман изучается в некоторых школах и университетах в Нидерландах.
Писал романы, рассказы, драматургию, поэтические произведения, а также переводил поэзию, для чего ему выделен специальный отдел блога.
По своим убеждениям был атеистом и критиковал ислам.
Младшая сестра, Хассна Буазза — журналист.

## Смерть
Скончался 29 апреля 2021 года в больнице Амстердама. Он болел наркоманией и у него было плохое здоровье.